# Bochnia (gromada)
Bochnia (alt. Bochnia-Wieś) – dawna gromada, czyli najmniejsza jednostka podziału terytorialnego Polskiej Rzeczypospolitej Ludowej w latach 1954–1972.
Gromady, z gromadzkimi radami narodowymi (GRN) jako organami władzy najniższego stopnia na wsi, funkcjonowały od reformy reorganizującej administrację wiejską przeprowadzonej jesienią 1954 do momentu ich zniesienia z dniem 1 stycznia 1973, tym samym wypierając organizację gminną w latach 1954–1972.
Gromadę Bochnia z siedzibą GRN w mieście Bochnia (nie wchodzącym w jej skład) utworzono – jako jedną z 8759 gromad na obszarze Polski – w powiecie bocheńskim w woj. krakowskim, na mocy uchwały nr 18/IV/54 WRN w Krakowie z dnia 6 października 1954. W skład jednostki weszły obszary dotychczasowych gromad Kurów, Kolanów, Dołuszyce, Chodenice i Proszówki ze zniesionej gminy Bochnia oraz Krzyżanowice ze zniesionej gminy Rzezawa, a także przysiółek Rżyska z dotychczasowej gromady Baczków ze zniesionej gminy Mikluszowice; wszystkie jednostki w tymże powiecie. Dla gromady ustalono 27 członków gromadzkiej rady narodowej.
1 stycznia 1958 do gromady Bochnia-wieś przyłączono obszar zniesionej gromady Krzeczów.
1 stycznia 1959 z gromady Bochnia wyłączono część obszaru wsi Gorzków (pow. 48,8968 ha) oraz część obszaru wsi Krzyżanowice (pow. 8,4501 ha), włączając je do miasta Bochnia w tymże powiecie.
30 czerwca 1960 do gromady Bochnia przyłączono wieś Brzeźnica ze zniesionej gromady Brzeźnica.
1 stycznia 1969 z gromady Bochnia wyłączono wsie Chodenice i Kolanów włączając je do nowo utworzonej gromady Bochnia-Zachód w tymże powiecie.
Gromada przetrwała do końca 1972 roku, czyli do kolejnej reformy gminnej. 1 stycznia 1973 reaktywowano gminę Bochnia.